# Więzadło ES1
Więzadło ES1 – więzadło występujący w prosomie skorpionów.
Więzadło wchodzące w skład endoszkieletu prosomy. Jego początkowa część przyczepiona jest do przedniej części środkowej powierzchni "rogu endosternalnego" (ang. endosternal horn) w pobliżu jego przedniego końca. Miejscem przyczepu części końcowej jest brzuszny wyrostek "ramienia epistomalnego" (ang. epistomal arm).
Po raz pierwszy opisane w 1885 roku w pracy E. R. Lankestera i współpracowników. Nie nadano mu jednak wówczas żadnej nazwy.
Może nawiązywać do tkanki endosternalnej w tylnej połowie drugiego segmentu.
Jeden z mięśni gardzielowych (ang. pharyngeal muscles). Bierze swój początek na tylnej części środkowego wyrostka nadgębia (epistomu). Kończy się przyczepiając do grzbietowej powierzchni "gardzieli precerberalnej" (ang. precerebral pharynx).